# Letní paralympijské hry 1980
Letní paralympijské hry 1980, oficiálně VI. letní paralympijské hry (nizozemsky Paralympische Zomerspelen 1980), se konaly v nizozemském Arnhemu. Slavnostní zahájení proběhlo 21. června 1980, ukončení se pak uskutečnilo 30. června 1980.
Sovětský svaz, pořadatel letních olympijských her 1980, byl vyzván k hostování těchto paralympijských her, ale ty se tam nekonaly. Bylo vydáno prohlášení, které popírá existenci jakýchkoli „invalidů“. Sověti dále tvrdili, že v zemi nemají žádné zdravotně postižené osoby.

## Seznam sportů
| - Lukostřelba - Atletika - Dartchery | - Goalball - Bowls - Vzpírání | - Střelba - Plavání - Stolní tenis | - Volejbal - Basketbal (vozíčkáři) - Šerm (vozíčkáři) - Zápas |

## Pořadí národů
| Pořadí | Země               | Zlato | Stříbro | Bronz | Celkem |
| ------ | ------------------ | ----- | ------- | ----- | ------ |
| 1      | USA                | 75    | 66      | 54    | 195    |
| 2      | Polsko             | 75    | 50      | 52    | 177    |
| 3      | Západní Německo    | 68    | 48      | 46    | 162    |
| 4      | Kanada             | 64    | 35      | 31    | 130    |
| 5      | Spojené království | 47    | 32      | 21    | 100    |
| 6      | Nizozemsko         | 33    | 31      | 36    | 100    |
| 7      | Švédsko            | 31    | 36      | 24    | 91     |
| 8      | Francie            | 28    | 26      | 31    | 85     |
| 9      | Mexiko             | 20    | 16      | 6     | 42     |
| 10     | Norsko             | 15    | 13      | 8     | 36     |
| 37     | Československo     | 0     | 1       | 1     | 2      |

## Československo na LPH 1980
Československo reprezentovalo 7 paralympioniků.
Českoslovenští medailisté
| Medaile | Sportovec     | Sport   |
| ------- | ------------- | ------- |
| Stříbro | Roman Gronský | plavání |
| Bronz   | Roman Gronský | plavání |